# Hemsworth
Hemsworth är en ort och civil parish i grevskapet West Yorkshire i England. Orten ligger i distriktet Wakefield, cirka 12 kilometer sydost om Wakefield och cirka 11 kilometer nordost om Barnsley. Tätorten (built-up area) hade 9 246 invånare vid folkräkningen år 2011.
En gång i tiden var Hemsworth en industriort där kolbrytning sysselsatte den större delen av befolkningen, men nedläggningen av gruvorna under 1980-talet drabbade orten hårt med hög arbetslöshet och fattigdom. Office for National Statistics beräknade att arbetslösheten i maj 2005 låg på 2,8 procent, markant lägre än två årtionden tidigare då arbetslösheten kunde uppgå till runt 50 procent.
Under 1960- och 1970-talen var Hemsworth ett av Labours starkaste fästen i landet. Som allra bäst fick partiet 85,39 procent av rösterna vid valet 1966. Det sades att Labours röster brukade "vägas istället för att räknas" i valkretsen. Idag representeras invånarna av Jon Trickett i underhuset.

## Personer från Hemsworth
- John Radford, engelsk fotbollsspelare.